# Mark Davis (porraktör)
Mark Davis, egentligen Stephen Scott, född 6 augusti 1965 i London, är en brittisk skådespelare i pornografisk film. Han har sedan 1993 medverkat i över 1 500 filmer och har gjort ca 6 000 scener.
Davis är uppväxt i Essex i England men flyttade med sina föräldrar till Kanada 1981 och kom som 18-åring till Los Angeles för att fota för Playgirl. Mellan 1984 och 1988 arbetade han som manlig strippa med Chippendales. Under denna period kom han i kontakt med många kvinnliga porrskådespelare som rekommenderade honom att ta klivet in framför kameran. År 1993 började han som skådespelare.
Mark Davis var gift 1996–1998 med porraktrisen Kobe Tai och 2003–2004 med en annan porraktris.